# توموياسو يوشيدا
توموياسو يوشيدا (باليابانية: 吉田 朋恭) (مواليد 24 سبتمبر 1997) هو لاعب كرة قدم ياباني.

## وصلات خارجية
- توموياسو يوشيدا على موقع رابطة كرة القدم اليابانية للمحترفين (اليابانية)
- توموياسو يوشيدا على موقع قاعدة بيانات كرة القدم.إي يو (الإنجليزية)
- توموياسو يوشيدا على موقع Soccerway.com (الإنجليزية)
- توموياسو يوشيدا على موقع عالم كرة القدم.نت (الإنجليزية)